# Исахая, Фудзио
Фудзио Исахая (яп. 諫早 不二雄 Исахая Фудзио, 4 апреля 1897 — 16 января 1947) — японский землевладелец, 19-й глава рода Исахая, барон. 

## Биография
Родился 4 апреля 1897 года в деревне Исахая (ныне город Исахая) как второй сын политика Иэтаки Исахаи и Миёко Набэсимы, дочери Наоёси Набэсимы.
В 1913 году унаследовал главенство в семье и титул барона (дансяку) после смерти старшего брата Иэоки. В декабре 1913 года пожертвовал 2,5 га земли в качестве участка для женской практической гимназии города Исахая, за что был награждён серебряным кубком. Владел имениями в районе Харагути города Исахая и в районе Синагава города Токио.

## Семья
Был женат на Саёко Мацудайре (1901—1947), дочери политика Ясутами Мацудайры. Их дети:
- Фумико Исахая (1921—?), жена Нобутоё Сибаямы
- Хидэо Исахая (1922—2007)